# Aposchizomyia longa
Aposchizomyia longa är en tvåvingeart som beskrevs av Gagne 1993. Aposchizomyia longa ingår i släktet Aposchizomyia och familjen gallmyggor.
Artens utbredningsområde är Kenya. Inga underarter finns listade i Catalogue of Life.